# Žedno
Das Dorf Žedno befindet sich auf der Insel Čiovo in der Nähe von Split, Kroatien. Es befindet sich in der Mitte der Insel Čiovo.
Das Dorf hat eine Kirche und einen Kindergarten, aber keine Schule. Verwaltungsmäßig gehört der Ort zur Stadt Trogir.
Es ist über eine Straße mit den nahe gelegenen Dörfern Mastrinka und Okrug Gornji verbunden.